# Iorwerth Eiddon Stephen Edwards
Iorwerth Eiddon Stephen Edwards CBE, FBA (21 de juliol del 1909 – 24 de setembre del 1996) — conegut habitualment com a I. E. S. Edwards— fou un egiptòleg anglès. És considerat un prominent expert en les Piràmides.

## Biografia
Nascut a Londres, Edwards va assistir Merchant Taylors' School, on va estudiar hebreu i després al Gonville and Caius College, Cambridge de la Universitat de Cambridge, on va obtenir un "First" en Llengües Orientals. Va ser guardonat amb la beca William Wright en àrab i va rebre el seu doctorat en 1933.
El 1934 es va incorporar a la Museu Britànic com a Conservador Assistent al Departament d'Antiguitats d'Egipte i Assíria. Va publicar Hieroglyphic Texts for Egyptian Stellae. En 1939. Durant la Segona Guerra Mundial, va ser enviat a Egipte per realitzar el servei militar. El 1946, va escriure The Pyramids of Egypt, que va ser publicat per Pelican Books el 1947. En 1955 va ser nomenat Conservador d'Antiguitats egípcies del Museu Britànic i va organitzar l'exposició de Tutankamon el 1972. Allí va romandre fins a la seva jubilació en 1974.
En deixar el museu britànic, va treballar amb la UNESCO durant el rescat del complex del temple a Files. També va ser vicepresident de la Societat d'Exploració d'Egipte, un membre de l'Acadèmia Britànica (1962) i va ser guardonat amb el CBE el 1968 pels seus serveis al Museu Britànic.